# アン・メイ
アン・メイ（クメール語: ក្សត្រីអង្គម៉ី / Ang Mey（公式名はSamdech Preah Mahā Rājinī Ang Mey）, 1815年 - 1874年12月）は、カンボジア女王（在位：1835年 - 1840年）。メイの治世はカンボジアの暗黒時代と被っている。名君と呼ばれたアン・ドゥオンは自身の叔父にあたる。同国唯一の女王である。

## 生涯
国王アン・チャン2世と2番目の妃ニーク・モナング・クラチャップの娘として誕生した。1834年にアン・チャン2世は崩御するが、息子はおらず、メイを含めた4人の娘しかいなかった。アン・ドゥオンは王位継承を主張していたが、阮朝がドゥオンの即位を許さなかった。明命帝による軍事遠征によって、カンボジア王国は疲弊していた。阮朝の明命帝とチュオン・ミン・ザン将軍はメイをカンボジア女王に推載させた。阮王朝はメイを含めた王族、平民の服装や髪形を初め、生活習慣が全てベトナム風に改められるように命じた。国民は阮朝の傀儡となっているメイを支持せず、シャムにアン・ドゥオンを国王に推載させるように求めていた。
明命帝はメイの位を女王から王女に降格させ、メイを嘉定（ザーディン、現在のホーチミン市）へ投獄させた。その際に姉妹を含めた王族達もベトナムに投獄されている。シャムと阮朝のカンボジアでの覇権を巡り、第一次泰越戦争が繰り広げられた。1845年に膠着状態となると、メイは釈放され、ウドンへ帰郷した。1848年にアン・ドゥオンが王へ即位したが、アン・メイは女王に即位することはなかった。その後、ドゥオン亡き後も女王になることはなく、一般人男性と結婚し、2人の娘を儲けた。
1874年に夫と共に事故死した。